# Абигел
Абигел је женско име које се користи у мађарском језику, води порекло из хибру језика и има значење: очева радост.

## Имендани
- 9. фебруар у Мађарској

## Варијације имена у језицима
-,
-,
-.